# Tonto Basin
Tonto Basin é uma Região censo-designada localizada no estado americano de Arizona, no Condado de Gila.

## Demografia
Segundo o censo americano de 2000, a sua população era de 840 habitantes.

## Geografia
De acordo com o United States Census Bureau tem uma área de
81,2 km², dos quais 81,2 km² cobertos por terra e 0,0 km² cobertos por água. Tonto Basin localiza-se a aproximadamente 708 m acima do nível do mar.

## Localidades na vizinhança
O diagrama seguinte representa as localidades num raio de 48 km ao redor de Tonto Basin.